# Priscilla (album)
Pour les articles homonymes, voir Priscilla.
Albums de Priscilla Betti
Cette vie nouvelle
(2002) Une fille comme moi
(2004)
Singles
1. Regarde-moi (teste-moi, déteste-moi)
Sortie : 9 décembre 2002
2. Tchouk Tchouk Musik
Sortie : 15 avril 2003

Priscilla est le deuxième album de Priscilla Betti, sorti le 3 décembre 2002 sous le label Jive.
Deux singles en sont extraits : Regarde-moi (teste-moi, déteste-moi) et Tchouk Tchouk Musik.

## Liste des titres
| No  | Titre                                | Durée |
| --- | ------------------------------------ | ----- |
| 1.  | Celle qui bat des ailes              | 3:48  |
| 2.  | Coccinelle                           | 3:28  |
| 3.  | Tchouk Tchouk Musik                  | 3:24  |
| 4.  | Petit navire                         | 4:28  |
| 5.  | Regarde-moi (teste-moi, déteste-moi) | 3:27  |
| 6.  | A quelle heure ?                     | 4:15  |
| 7.  | Prissou                              | 4:15  |
| 8.  | Isadora                              | 4:21  |
| 9.  | Non-stop                             | 3:56  |
| 10. | Lettre                               | 4:05  |

## Classement
| Pays                 | Charts             | Meilleure position |
| -------------------- | ------------------ | ------------------ |
| Belgique francophone | Ultratop 40        | 40                 |
| France               | SNEP               | 16                 |
| Suisse               | Swiss Music Charts | 72                 |

## Certifications
| Région                                                                                                 | Certification | Ventes/Streams |
| --- | ------------- | -------------- |
| France (SNEP)                                                                                          | Or            | 100 000*       |
| *Ventes selon la certification ^Mise en rayon selon la certification xNon précisé par la certification |               |                |